# Dothan Pro Tennis Classic
Il Dothan Pro Tennis Classic (conosciuto anche come Movie Gallery Pro Tennis Classic per motivi di sponsorizzazione) è stato un torneo femminile di tennis giocato sulla terra verde del Westgate Tennis Center di Dothan negli USA. Si disputava dal 2001 ed ha fatto parte dell'ITF Women's Circuit.

## Albo d'oro

### Singolare
| Anno              | Campionessa                            | Finalista                              | Punteggio                              |
| ----------------- | -------------------------------------- | -------------------------------------- | -------------------------------------- |
| 2020              | Cancellato per la pandemia di covid-19 | Cancellato per la pandemia di covid-19 | Cancellato per la pandemia di covid-19 |
| 2019              | Kristina Kucova                        | Lauren Davis                           | 3–6, 7–6(9), 6–2                       |
| 2018              | Taylor Townsend                        | Mariana Duque-Marino                   | 6–2, 2–6, 6–1                          |
| ↑ ITF 80K event ↑ |                                        |                                        |                                        |
| 2017              | Kristie Ahn                            | Amanda Anisimova                       | 1–6, 6–2, 6–2                          |
| ↑ ITF 60K event ↑ |                                        |                                        |                                        |
| 2016              | Rebecca Peterson                       | Taylor Townsend                        | 6–4, 6–2                               |
| 2015              | Louisa Chirico                         | Katerina Stewart                       | 7–6(1), 3–6, 7–6(1)                    |
| 2014              | Grace Min                              | Victoria Duval                         | 6–3, 6–1                               |
| 2013              | Ajla Tomljanović                       | Zhang Shuai                            | 2–6, 6–4, 6–3                          |
| 2012              | Camila Giorgi                          | Edina Gallovits-Hall                   | 6–2, 4–6, 6–4                          |
| 2011              | Melinda Czink                          | Stéphanie Foretz Gacon                 | 6–2, 6–3                               |
| 2010              | Edina Gallovits                        | Nastas'sja Jakimava                    | 6–1, 6–4                               |
| ↑ ITF 50K event ↑ |                                        |                                        |                                        |
| 2009              | Shenay Perry                           | Carly Gullickson                       | 6–2, 6–2                               |
| 2008              | Bethanie Mattek                        | Varvara Lepchenko                      | 6–2 7–6(3)                             |
| 2007              | Chan Yung-jan                          | Alla Kudrjavceva                       | 6–4, 6–2                               |
| 2006              | Juliana Fedak                          | Varvara Lepchenko                      | 4–6, 6–4, 6–2                          |
| 2005              | Milagros Sequera (2)                   | Varvara Lepchenko                      | 2–6, 6–2, 6–4                          |
| 2004              | Peng Shuai                             | Evgenija Lineckaja                     | 6–2, 6–1                               |
| 2003              | Akiko Morigami                         | Milagros Sequera                       | 6–3, 6–4                               |
| 2002              | Milagros Sequera (1)                   | Liezel Huber                           | 7–6(7), 4–6, 6–1                       |
| ↑ ITF 75K event ↑ |                                        |                                        |                                        |
| 2001              | Irina Seljutina                        | Ashley Harkleroad                      | 6–4, 6–2                               |
| ↑ ITF 25K event ↑ |                                        |                                        |                                        |

### Doppio
| Anno              | Campionesse                               | Finaliste                               | Punteggio                              |
| ----------------- | ----------------------------------------- | --------------------------------------- | -------------------------------------- |
| 2020              | Cancellato per la pandemia di covid-19    | Cancellato per la pandemia di covid-19  | Cancellato per la pandemia di covid-19 |
| 2019              | Usue Maitane Arconada Caroline Dolehide   | Destanee Aiava Astra Sharma             | 7–6(5), 6–4                            |
| 2018              | Alexa Guarachi Erin Routliffe             | Sofia Kenin Jamie Loeb                  | 6–4, 2–6, [11–9]                       |
| ↑ ITF 80K event ↑ |                                           |                                         |                                        |
| 2017              | Emina Bektas Sanaz Marand                 | Kristie Ahn Lizette Cabrera             | 6–3, 1–6, [10–2]                       |
| ↑ ITF 60K event ↑ |                                           |                                         |                                        |
| 2016              | Asia Muhammad Taylor Townsend             | Caitlin Whoriskey Keri Wong             | 6–0, 6–1                               |
| 2015              | Johanna Konta Maria Sanchez               | Paula Cristina Goncalves Petra Krejsova | 6–3, 6–4                               |
| 2014              | Anett Kontaveit Ilona Kramen              | Shelby Rogers Olivia Rogowska           | 6–1, 5–7, [10–5]                       |
| 2013              | Julia Cohen Tatjana Maria                 | Irina Falconi Maria Sanchez             | 6–4, 4–6, [11–9]                       |
| 2012              | Eugenie Bouchard Jessica Pegula           | Sharon Fichman Marie-Ève Pelletier      | 6–4, 4–6, [10–5]                       |
| 2011              | Valerija Solov'ëva Lenka Wienerová        | Heidi El Tabakh Alison Riske            | 6–3, 6–4                               |
| 2010              | Nastas'sja Jakimava Alina Židkova         | María Irigoyen Teodora Mirčić           | 6–4, 6–2                               |
| ↑ ITF 50K event ↑ |                                           |                                         |                                        |
| 2009              | Julie Ditty Carly Gullickson (2)          | Ekaterina Byčkova Aleksandra Panova     | 2–6, 6–1, [10–6]                       |
| 2008              | Tetjana Lužans'ka Michaela Paštiková      | Maria Fernanda Alves Stéphanie Dubois   | 6–1 6–3                                |
| 2007              | Chan Yung-jan Chuang Chia-jung            | Angelika Bachmann Vanessa Henke         | 6–2, 6–3                               |
| 2006              | Monique Adamczak Soledad Esperón          | Edina Gallovits Varvara Lepchenko       | 6–4, 3–6, 6–4                          |
| 2005              | Carly Gullickson (1) Galina Voskoboeva    | Julie Ditty Vladimíra Uhlířová          | 4–6, 6–1, 6–2                          |
| 2004              | Lisa McShea Milagros Sequera (2)          | Peng Shuai Xie Yan-ze                   | 6(6)–7, 6–4, 6–2                       |
| 2003              | Milagros Sequera (1) Christina Wheeler    | Julie Ditty Varvara Lepchenko           | 5–7, 6–1, 6–2                          |
| 2002              | Rika Fujiwara Maja Palaveršić Coopersmith | Samantha Reeves Jessica Steck           | 6–3, 6–0                               |
| ↑ ITF 75K event ↑ |                                           |                                         |                                        |
| 2001              | Marissa Irvin Janet Lee                   | Gabriela Voleková Alina Židkova         | 6–0, 6–2                               |
| ↑ ITF 25K event ↑ |                                           |                                         |                                        |